# واکنش آمینواسید آکابوری
در مجموع چندین نوع واکنش آمینواسید آکابوری وجود دارد که نام همه این واکنشها به افتخار شیمی‌دان ژاپنی شیرو آکابوری (۱۹۰۰-۱۹۹۲) گذاشته شده‌است.
در اولین واکنش یک α-اسید آمینه بر اثر اکسایش و انجام مرحله ی کربوکسیل زدایی موجب تشکیل یک گروه آلدهید در موقعیت α سابق، می گردد. این واکنش توسط حرارت و با کمکاکسیژن در حضور یک قند کاهنده  انجام می‌گیرد.
در دومین نوع واکنش یک α-اسید آمینه یا استر از آن، با کمک کاهش توسط ملغمه ی سدیم و اسید هیدروکلریدریک اتانولی منجر به تولید یک آلفا آمینو آلدهید می گردند.

## همچنین نگاه کنید
- واکنش میلارد